# イアン・チャールソン
イアン・チャールソン（Ian Charleson, 1949年8月11日 - 1990年1月6日）は、イギリスの俳優。

## 略歴
スコットランド・エディンバラ出身。エディンバラ大学で建築を学んでいたが、演劇に興味を持ち、卒業後にロンドン音楽演劇アカデミーで演技を学んだ。その後、映画『炎のランナー』やテレビ、舞台と幅広く活躍したが、1990年、舞台でハムレットを演じている最中にエイズにより亡くなった。

## 主な出演作品
- ジュビリー Jubilee (1977)
- 終りよければすべてよし All's Well That Ends Well (1980)
- 炎のランナー Chariots of Fire (1981)
- ガンジー Gandhi (1982)
- グレイストーク -類人猿の王者-　ターザンの伝説 Greystoke: The Legend of Tarzan, Lord of the Apes (1983)
- スパイ・エース Reilly: The Ace of Spies (1983)
- ゲームの達人 Master of the Game (1984)
- 大痙攣 Car Trouble (1986)
- コードネーム・キリル Codename: Kyril (1987)
- オペラ座/血の喝采 Opera (1988)

## 備考
- イアン・チャールソン賞 （The Ian Charleson Awards） - 舞台において30歳以下の最優秀古典俳優に贈られる賞。